# Strävansmål
Strävansmål finns både i Läroplan för förskolan, Läroplan för det obligatoriska skolväsendet, förskoleklassen och fritidshemmet och Läroplan för de frivilliga skolformerna. Dessa mål anger inriktningen på den utveckling som ska ske av verksamheten. I Läroplan för förskolan finns det bara strävansmål, och inga uppnåendemål. Detta beslutades eftersom förskolan är frivillig och barn vistas i förskolan under olika lång tid.